# مری-جین اودهرتی
مری-جین آنائیس اودهرتی باسماجیان (انگلیسی: Mary-Jean Anaïs O'Doherty Basmadjian; ارمنی: Մերի-Ջին Անայիս Օ'Դոհերթի Բասմաջյան؛ زاده ۲ آوریل ۱۹۸۲) خواننده ارمنستانی-آمریکایی است. او عضو گروه جنلوجی است.
در تاریخ ۲۸ آوریل ۲۰۱۵ به همراه دیگر اعضای خارجی گروه جنلوجی، وی نیز گذرنامه ارمنستان از رئیس‌جمهور سرژ سرکیسیان دریافت نمود.

## زندگی شخصی
```
وی از پدری استرالیایی و مادری ارمنی در 
هیوستون
، 
تگزاس
 به دنیا آمد.
```